# Anna Bryn Mørkeset
Anna Bryn Mørkeset (19 aprile 2001) è una sciatrice alpina norvegese.

## Biografia
Attiva in gare FIS dal novembre del 2017, la Mørkeset ha esordito in Coppa Europa il 30 novembre 2018 a Funäsdalen in slalom gigante, senza completare la prova; non ha debuttato in Coppa del Mondo né preso parte a rassegne olimpiche o iridate.

## Palmarès

### Campionati norvegesi
- 2 medaglie:
  - 1 oro (slalom speciale nel 2020)
  - 1 argento (slalom gigante nel 2020)